# Mobile Virtual Network Enabler
MVNE (ang. Mobile Virtual Network Enabler) – platforma lub firma służąca do obsługi wirtualnych operatorów (MVNO). Platforma taka udostępnia zazwyczaj standardowe usługi (poza infrastrukturą telekomunikacyjną) wymagane do poprawnego świadczenia usług telekomunikacyjnych takie jak, np. billing, provisioning, charging, czy CRM.